# Pogonophryne cerebropogon
Pogonophryne cerebropogon är en fiskart som beskrevs av Eakin och Eastman, 1998. Pogonophryne cerebropogon ingår i släktet Pogonophryne och familjen Artedidraconidae. Inga underarter finns listade i Catalogue of Life.